# Třída Bold
Třída Bold byly torpédové a dělové čluny britského královského námořnictva. Celkem byly postaveny dvě jednotky této třídy. Byla to experimentální plavidla pro testování pohonu plynovými turbínami. Čluny nenaplnily do nich vložená očekávání, zejména kvůli technické nevyzrálosti použitých turbín. Jejich pohonný systém se neosvědčil, a proto byla roku 1962 vyřazena. Poznatky z testování ale byly využity při navrhování úspěšných útočných člunů třídy Brave.

## Stavba
Britské námořnictvo započalo experimenty s plynovými turbínami přestavbou dělového člunu HMS Grey Goose na pohon dvěma motory Rolls-Royce RM60. Plavidlo se osvědčilo, takže bylo přistoupeno ke stavbě svou zkušebních útočných člunů, od počátku navržených s tímto typem pohonu.
V letech 1950-1953 byly postaveny dvě jednotky této třídy. Zatímco HMS Bold Pathfinder (P5720) postavila loděnice Vosper v Portchesteru, jeho mírně odlišnou sesterskou loď HMS Bold Pioneer (P5071) postavila loděnice J. Samuel White v Cowesu. Oba čluny byly na vodu spuštěny roku 1951.

## Konstrukce
Instalací jedné ze dvou základních konfigurací výzbroje vznikl buď dělový, nebo torpédový člun. Dělové čluny nesly dva 114mm kanóny v jednodělových věžích a jeden 40mm kanón Bofors. Naopak torpédové čluny nesly jeden 40mm kanón Bofors a čtyři 533mm torpédomety. Pohonný systém tvořily dvě plynové turbíny Metro-Vick G2 a dva pomocné diesely Mercedes (později nahrazeny diesely Napier Deltic), se kterými mohly čluny plout cestovní rychlostí 16 uzlů. Lodní šrouby byly čtyři. Nejvyšší rychlost dosahovala 43 uzlů.